# Kim Tân
Kim Tân là thị trấn huyện lỵ của huyện Thạch Thành, tỉnh Thanh Hóa, Việt Nam.

## Địa lý
Thị trấn Kim Tân nằm ở phía đông nam huyện Thạch Thành, có quốc lộ 45 chạy qua và có vị trí địa lý:
- Phía đông giáp xã Thành Thọ
- Phía tây giáp xã Thành Hưng
- Phía nam giáp xã Thành Tiến
- Phía bắc giáp các xã Thạch Định, Thành Tân và Thành Trực.

Thị trấn Kim Tân có diện tích 10,76 km², dân số năm 2018 là 10.623 người, mật độ dân số đạt 987 người/km².

## Hành chính
Thị trấn Kim Tân được chia thành 16 khu phố: I, II, III, IV, V, VI, 1 Liên Sơn, 2 Liên Sơn, 1 Tân Sơn, 2 Tân Sơn, 5 Tân Sơn, 6 Tân Sơn, 7 Tân Sơn, Lâm Thành, Ngọc Bồ, Phú Sơn.

## Lịch sử
Địa bàn thị trấn Kim Tân hiện nay trước đây vốn là xã Thành Kim thuộc huyện Thạch Thành.
Ngày 23 tháng 11 năm 1990, Hội đồng Bộ trưởng ban hành Quyết định số 519-HĐBT. Theo đó, thành lập thị trấn Kim Tân, thị trấn huyện lỵ của huyện Thạch Thành trên cơ sở tách một phần diện tích tự nhiên và dân số của xã Thành Kim.
Đến năm 2018, thị trấn Kim Tân có diện tích 1,49 km², dân số là 4.050 người, mật độ dân số đạt 2.718 người/km². Xã Thành Kim có diện tích 9,27 km², dân số là 6.573 người, mật độ dân số đạt 709 người/km².
Ngày 16 tháng 10 năm 2019, Ủy ban Thường vụ Quốc hội ban hành Nghị quyết số 786/NQ-UBTVQH14 về việc sắp xếp các đơn vị hành chính cấp xã thuộc tỉnh Thanh Hóa (nghị quyết có hiệu lực từ ngày 1 tháng 12 năm 2019). Theo đó, sáp nhập toàn bộ diện tích và dân số của xã Thành Kim vào thị trấn Kim Tân.